# Ferdinand Albrecht I van Brunswijk-Bevern
Ferdinand Albrecht I van Brunswijk-Bevern (Brunswijk, 22 mei 1636 – Bevern, 23 april 1687) was van 1667 tot aan zijn dood hertog van Brunswijk-Bevern. Hij behoorde tot het Nieuwere Huis Brunswijk.

## Levensloop
Ferdinand Albrecht I was de vierde zoon van hertog August van Brunswijk-Wolfenbüttel uit diens derde huwelijk met Elisabeth Sophia, dochter van hertog Johan Albrecht II van Mecklenburg-Güstrow.
Na het overlijden van zijn vader in 1666 disputeerden Ferdinand Albrecht en zijn broers over de erfenis van hun vader. Uiteindelijk kreeg hij in 1667 het Slot van Bevern en een enorme geldsom als apanage. In ruil daarvoor moest hij echter zijn aanspraken op het hertogdom Brunswijk-Wolfenbüttel opgeven. Ferdinand Albrecht liet zichzelf hertog van Brunswijk-Bevern noemen.
In 1665 werd hij benoemd tot lid van de Royal Society, de Britse academie voor wetenschappen, en in 1673 werd hij door hertog August van Saksen-Weißenfels opgenomen in het literaire Vruchtdragende Gezelschap.
In april 1687 stierf Ferdinand Albrecht op 50-jarige leeftijd.

## Huwelijk en nakomelingen
Op 26 november 1667 huwde hij met Christina (1648-1702), dochter van landgraaf Frederik van Hessen-Eschwege. Ze kregen negen kinderen:
- Leopold Karel (1670)
- Frederik Albrecht (1672-1673)
- Sophia Eleonora (1674-1711), kanunnikes in de Abdij van Gandersheim
- Claudia Eleonora (1675-1676)
- August Ferdinand (1677-1704), generaal-majoor in het leger van de Nedersaksische Kreits.
- Ferdinand Albrecht II (1680-1735), hertog van Brunswijk-Bevern en Brunswijk-Wolfenbüttel
- Ernst Ferdinand (1682-1746), hertog van Brunswijk-Bevern
- Ferdinand Christiaan (1682-1706), proost in de Dom van Brunswijk
- Hendrik Ferdinand (1684-1706), officier-luitenant in het Keizerlijke leger

## Voorouders
| Voorouders van Ferdinand Albrecht I van Brunswijk-Bevern | Voorouders van Ferdinand Albrecht I van Brunswijk-Bevern                                             | Voorouders van Ferdinand Albrecht I van Brunswijk-Bevern                                             | Voorouders van Ferdinand Albrecht I van Brunswijk-Bevern                                             | Voorouders van Ferdinand Albrecht I van Brunswijk-Bevern                                             | Voorouders van Ferdinand Albrecht I van Brunswijk-Bevern                                                  | Voorouders van Ferdinand Albrecht I van Brunswijk-Bevern                                                  | Voorouders van Ferdinand Albrecht I van Brunswijk-Bevern                                                  | Voorouders van Ferdinand Albrecht I van Brunswijk-Bevern                                                  |
| -------------------------------------------------------- | --- | --- | --- | --- | --- | --- | --- | --- |
| Overgrootouders                                          | Ernst I van Brunswijk-Lüneburg (1497-1546) ∞ Sophia van Mecklenburg (1508-1541)                      | Ernst I van Brunswijk-Lüneburg (1497-1546) ∞ Sophia van Mecklenburg (1508-1541)                      | Frans I van Saksen-Lauenburg (1510-1581) ∞ Sybille van Saksen (1515-1592)                            | Frans I van Saksen-Lauenburg (1510-1581) ∞ Sybille van Saksen (1515-1592)                            | Johan VII van Mecklenburg-Schwerin (1558-1592) ∞ Sophia van Sleeswijk-Holstein-Gottorp (1569-1634)        | Johan VII van Mecklenburg-Schwerin (1558-1592) ∞ Sophia van Sleeswijk-Holstein-Gottorp (1569-1634)        | Christoffel van Mecklenburg (1537-1592) ∞ Elisabeth van Zweden (1549-1597)                                | Christoffel van Mecklenburg (1537-1592) ∞ Elisabeth van Zweden (1549-1597)                                |
| Grootouders                                              | Hendrik van Brunswijk-Dannenberg (1533-1598) ∞ Ursula van Saksen-Lauenburg(1545-1620)                | Hendrik van Brunswijk-Dannenberg (1533-1598) ∞ Ursula van Saksen-Lauenburg(1545-1620)                | Hendrik van Brunswijk-Dannenberg (1533-1598) ∞ Ursula van Saksen-Lauenburg(1545-1620)                | Hendrik van Brunswijk-Dannenberg (1533-1598) ∞ Ursula van Saksen-Lauenburg(1545-1620)                | Johan Albrecht II van Mecklenburg-Schwerin (1590-1636) ∞ Margaretha Elisabeth van Mecklenburg (1584-1616) | Johan Albrecht II van Mecklenburg-Schwerin (1590-1636) ∞ Margaretha Elisabeth van Mecklenburg (1584-1616) | Johan Albrecht II van Mecklenburg-Schwerin (1590-1636) ∞ Margaretha Elisabeth van Mecklenburg (1584-1616) | Johan Albrecht II van Mecklenburg-Schwerin (1590-1636) ∞ Margaretha Elisabeth van Mecklenburg (1584-1616) |
| Ouders                                                   | August van Brunswijk-Wolfenbüttel (1579–1666) ∞ Sophia Elisabeth van Mecklenburg-Güstrow (1613-1676) | August van Brunswijk-Wolfenbüttel (1579–1666) ∞ Sophia Elisabeth van Mecklenburg-Güstrow (1613-1676) | August van Brunswijk-Wolfenbüttel (1579–1666) ∞ Sophia Elisabeth van Mecklenburg-Güstrow (1613-1676) | August van Brunswijk-Wolfenbüttel (1579–1666) ∞ Sophia Elisabeth van Mecklenburg-Güstrow (1613-1676) | August van Brunswijk-Wolfenbüttel (1579–1666) ∞ Sophia Elisabeth van Mecklenburg-Güstrow (1613-1676)      | August van Brunswijk-Wolfenbüttel (1579–1666) ∞ Sophia Elisabeth van Mecklenburg-Güstrow (1613-1676)      | August van Brunswijk-Wolfenbüttel (1579–1666) ∞ Sophia Elisabeth van Mecklenburg-Güstrow (1613-1676)      | August van Brunswijk-Wolfenbüttel (1579–1666) ∞ Sophia Elisabeth van Mecklenburg-Güstrow (1613-1676)      |
| Ferdinand Albrecht I van Brunswijk-Bevern (1636-1687)    | | | | | | | | |